# CTXN2
CTXN2 (англ. Cortexin 2) – білок, який кодується однойменним геном, розташованим у людей на 15-й хромосомі. Довжина поліпептидного ланцюга білка становить 81 амінокислот, а молекулярна маса — 8 980.
| 10         |  | 20         |  | 30         |  | 40         |  | 50         |
| ---------- |  | ---------- |  | ---------- |  | ---------- |  | ---------- |
| MSSTYCGNSS |  | AKMSVNEVSA |  | FSLTLEQKTG |  | FAFVGILCIF |  | LGLLIIRCFK |
| ILLDPYSSMP |  | SSTWEDEVEE |  | FDKGTFEYAL |  | A          |  |            |

A: Аланін

C: Цистеїн

D: Аспарагінова кислота

E: Глутамінова кислота

F: Фенілаланін

G: Гліцин

I: Ізолейцин

K: Лізин

L: Лейцин

M: Метіонін

N: Аспарагін

P: Пролін

Q: Глутамін

R: Аргінін

S: Серин

T: Треонін

V: Валін

W: Триптофан

Локалізований у мембрані.